# 帕夫拉克冰川
帕夫拉克冰川（英語：Pavlak Glacier），是南極洲的冰川，位於沙克爾頓海岸，流經伊麗莎白女王嶺，最終注入洛厄里冰川，美國地質調查局根據測量和該國海軍的空中照片繪入地圖，現時由南極條約體系管理。